# Галатеа (национальный парк)
Галатеа (англ. Galathea National Park) — национальный парк в Индии. Расположен на острове Большой Никобар — крупнейшем из островов архипелага Никобарские острова. Является частью биосферного резервата Большой Никобар. Создан в 1992 году, площадь составляет 110 км². Граничит с более крупным по площади национальным парком Кэмпбелл-Бэй, от которого отделён двенадцатикилометровой лесной буферной зоной. Территория парка покрыта тропическим вечнозелёным лесом и кустарником.